# HD 196050 b
HD 196050 b (بالإنجليزية: HD 196050 b)‏ الذي يرمز له بالرمز HD 196050b، هو كوكب خارج المجموعة الشمسية، في كوكبة الطاووس، يتبع HD 196050 ‏.

## الاكتشاف
اكتشف في 13 يونيو 2002، وكانت طريقة الاكتشاف Doppler spectroscopy.